# Férfi egyéni kardvívás az 1900. évi nyári olimpiai játékokon
A Párizsban megrendezett 1900. évi nyári olimpiai játékokon a férfi egyéni kardvívás egyike volt a hét vívószámnak. 23 vívó indult 7 nemzetből.

## Eredmények

### Első kör
| Név                                                 |
| --------------------------------------------------- |
| Maurice Boisdon · Franciaország (FRA)               |
| Claude de Boissière · Franciaország (FRA)           |
| Dutertre · Franciaország (FRA)                      |
| Georges de la Falaise · Franciaország (FRA)         |
| Fedreghini · Olaszország (ITA)                      |
| Siegfried Flesch · Ausztria (AUT)                   |
| Mauricio Ponce de Léon · Spanyolország (ESP)        |
| Harstein · Ausztria (AUT)                           |
| Hoch Hugó · Magyarország (HUN)                      |
| Pierre Georges Louis d’Hugues · Franciaország (FRA) |
| Iványi Gyula · Magyarország (HUN)                   |
| Léon Lécuyer · Franciaország (FRA)                  |
| Camillo Müller · Ausztria (AUT)                     |
| Amon von Gregurich · Magyarország (HUN)             |
| Heinrich von Tenner · Ausztria (AUT)                |
| Léon Thiébaut · Franciaország (FRA)                 |
| Stagliano · Olaszország (ITA)                       |
| Todoresku · Magyarország (HUN)                      |
| de Boffa · Svájc (SUI)                              |
| Lafourçade-Cortina · Franciaország (FRA)            |
| Alfons Schöne · Németország (GER)                   |
| Casimir Semelaignes · Franciaország (FRA)           |
| Fernand Semelaignes · Franciaország (FRA)           |

### Elődöntő
| A elődöntő | A elődöntő                                          |
| Helyezés   | Név                                                 |
| ---------- | --------------------------------------------------- |
| 1          | Iványi Gyula · Magyarország (HUN)                   |
| 2          | Camillo Müller · Ausztria (AUT)                     |
| 3          | Siegfried Flesch · Ausztria (AUT)                   |
| 4          | Georges de la Falaise · Franciaország (FRA)         |
| 5-8        | Maurice Boisdon · Franciaország (FRA)               |
| 5-8        | Harstein · Ausztria (AUT)                           |
| 5-8        | Pierre Georges Louis d’Hugues · Franciaország (FRA) |
| 5-8        | Fedreghini · Olaszország (ITA)                      |

| B elődöntő | B elődöntő                                   |
| Helyezés   | Név                                          |
| ---------- | -------------------------------------------- |
| 1          | Amon von Gregurich · Magyarország (HUN)      |
| 2          | Heinrich von Tenner · Ausztria (AUT)         |
| 3          | Claude de Boissière · Franciaország (FRA)    |
| 4          | Léon Thiébaut · Franciaország (FRA)          |
| 5-8        | Hoch Hugó · Magyarország (HUN)               |
| 5-8        | Mauricio Ponce de Léon · Spanyolország (ESP) |
| 5-8        | Stagliano · Olaszország (ITA)                |
| 5-8        | Todoresku · Magyarország (HUN)               |

### Döntő
| Helyezés | Név                                         | Győzelem | Vereség |
| -------- | ------------------------------------------- | -------- | ------- |
| Arany    | Georges de la Falaise · Franciaország (FRA) | 6        | 1       |
| Ezüst    | Léon Thiébaut · Franciaország (FRA)         | 5        | 2       |
| Bronz    | Siegfried Flesch · Ausztria (AUT)           | 4        | 3       |
| 4        | Amon von Gregurich · Magyarország (HUN)     | 4        | 3       |
| 5        | Iványi Gyula · Magyarország (HUN)           | 3        | 4       |
| 6        | Claude de Boissière · Franciaország (FRA)   | 3        | 4       |
| 7        | Heinrich von Tenner · Ausztria (AUT)        | 2        | 5       |
| 8        | Camillo Müller · Ausztria (AUT)             | 1        | 6       |